# Marie-Luise Morawietz
Marie-Luise Morawietz, geborene Dinies (* 29. März 1932 in Neustadt an der Weinstraße; † 2. Januar 2014 in Viersen) war eine deutsche Politikerin und Landtagsabgeordnete (SPD).

## Leben und Beruf
Nach dem Besuch der Volksschule und der Oberrealschule mit dem Abschluss der mittleren Reife absolvierte sie eine kaufmännische Ausbildung und war bis zum Jahr 1983 in verschiedenen Wirtschaftsbereichen als Industriekauffrau tätig. Diese Zeit wurde unterbrochen für die Kindererziehung.
Mitglied der SPD war Morawietz seit dem Jahr 1972. Sie war in zahlreichen Gremien der SPD vertreten, so z. B. im SPD-Bezirksvorstand Niederrhein. Außerdem war sie seit 1981 Mitglied der Gewerkschaft Handel, Banken und Versicherungen. Ebenso war sie seit dem Beginn des privaten Lokalfunk Mitglied in der Veranstaltergemeinschaft von Welle Niederrhein, aus dem sie Ende August 2013 aus gesundheitlichen Gründen ausgeschieden ist.

## Abgeordnete
Vom 30. Mai 1985 bis zum 31. Mai 1995 war Morawietz Mitglied des Landtags des Landes Nordrhein-Westfalen. Sie wurde jeweils im Wahlkreis 056 Viersen I direkt gewählt. Während ihrer Landtagszugehörigkeit war sie Vorsitzende des Ausschusses für Frauenpolitik, ordentliches Mitglied im Rechtsausschuss sowie im Ausschuss für Kinder, Jugend und Familie und stellvertretendes Mitglied im Ältestenrat.
In den Jahren 1975 bis 1984 war sie Mitglied im Stadtrat der Stadt Viersen. Dem Kreistag des Kreises Viersen gehörte sie seit 1984 an.

## Ehrungen
Morawietz wurde am 13. Mai 1996 mit dem Verdienstorden des Landes Nordrhein-Westfalen ausgezeichnet.